# Saxifraga cymbalaria
Saxifraga cymbalaria es una especie de planta alpina perteneciente al género Saxifraga. Es originaria de Europa, Asia y África.

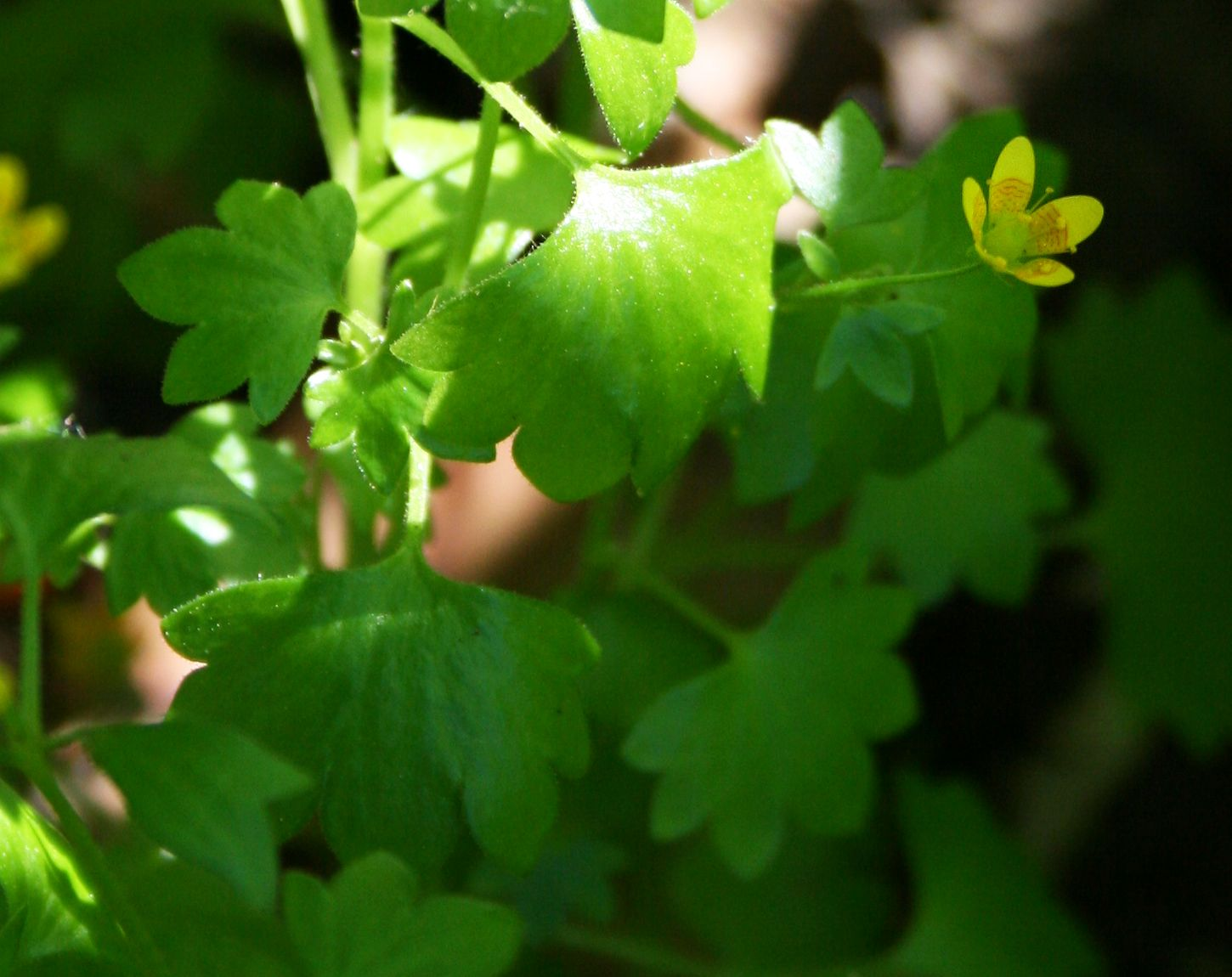
Vista de la planta

## Descripción
Es una pequeña hierba anual con tallos de hasta 35 cm de longitud. Hojas del tallo desarrolladas nodular-redondeadas, superficialmente divididas en 5-9 lóbulos, de 1 × 1,3 cm.
Las flores se recogen en inflorescencias corimbosas. Los pétalos de 4.5-6 mm de largo, de color amarillo brillante con la base naranja. Los sépalos 3-4 veces más cortos que los pétalos. Las semillas son redondas, de color negro, de 0,4-0,6 × 0,3-0,5 mm. El número de cromosomas de 2n = 18.

## Taxonomía
Saxifraga cymbalaria fue descrita por Carlos Linneo y publicado en Sp. Pl. 405 1753.
Etimología
Saxifraga: nombre genérico que viene del latín saxum, ("piedra") y frangere, ("romper, quebrar"). Estas plantas se llaman así por su capacidad, según los antiguos, de romper las piedras con sus fuertes raíces. Así lo afirmaba Plinio, por ejemplo.
cymbalaria: epíteto que significa "como Cymbalaria"
Sinonimia
- Cymbalariella baborensis (Batt.) Nappi
- Cymbalariella huetiana (Boiss.) Nappi
- Cymbalariella reticulata Nappi
- Lobaria orientalis (Jacq.) Haw.
- Lobaria reticulata Haw.
- Saxifraga baborensis Batt.
- Saxifraga huetiana Boiss.
- Saxifraga huetiana auct.
- Saxifraga orientalis Jacq.
- Saxifraga reticulata Willd. ex Sternb.
- Tulorima cymbalaria Raf.[3][4]